# Подпорная стена

Каменная подпорная стена

Подпорная стена или стенка — сооружение, удерживающее от обрушения и сползания находящийся за ним грунт на уклонах местности (склонах, откосах, выпуклостях, впадинах и так далее).

## Общие сведения
Подпорная стена является строительной конструкцией и представляет собой искусственное ограждение, удерживающее от обрушения находящийся за ним массив грунта. Предназначена для формирования уклонов, крутизна которых превышает предельное значение угла естественного откоса, определяемое физико-механическими характеристиками грунта.
Расчёт подпорных стен выполняют по двум группам предельных состояний:
1. По первой группе (по несущей способности) выполняют расчёты устойчивости положения стены против сдвига; устойчивости основания под подошвой стены (для нескальных грунтов); прочности скального основания (для скальных грунтов); прочности элементов конструкций и узлов соединения.
2. По второй группе (по пригодности к эксплуатации) выполняют расчёты оснований по деформациям; трещиностойкости элементов конструкций.

При расчёте в качестве действующих нагрузок учитывают собственный вес стены, активное и пассивное давления грунта на стену, а также вертикальные и горизонтальные внешние нагрузки, расположенные на призме обрушения. В некоторых случаях  необходимо учитывать гидростатическое давление воды. Если стена не предназначена для удержания мокрого грунта, за ней обустраивается дренаж, чтобы ограничить давление на стену.
При технико-экономическом сопоставлении противооползневых мероприятий подпорных стен, контрфорснодренажных прорезей, земляных и каменных контрбанкетов), расположении трасс дорог за пределами оползневого склона могут применяться Свайные поддерживающие сооружения (СПС). СПС бывают:верховые, нагорные, осевые, низовые. В зависимости от уклона дневной поверхности склона и высоты насыпи: подоткосные (iскл ≥ 1:3) и откосные (iскл < 1:3).

## Классификация
Подпорные стены делятся на следующие типы:
по назначению
- поддерживающие насыпи,
- ограждающие выемки.

по характеру работы
- отдельно стоящие,
- связанные с примыкающими сооружениями.

по противостоянию гидростатическому давлению воды
- не подвергающиеся давлению воды,
- гидротехнические.

по высоте
- низкие — высота до 10 метров,
- средние — высота от 10 до 20 метров,
- высокие — высота больше 20 метров.

по материалу
- железобетонные,
- бетонные,
- бутобетонные,
- габионные,
- кирпичные,
- деревянные,
- металлические.

по принципу работы
- гравитационные
  - массивные
  - полумассивные
- тонкоэлементные (консольные, кантилеверные)
- тонкие
  - свайные
  - якорные